# Mieczysław Eckhardt

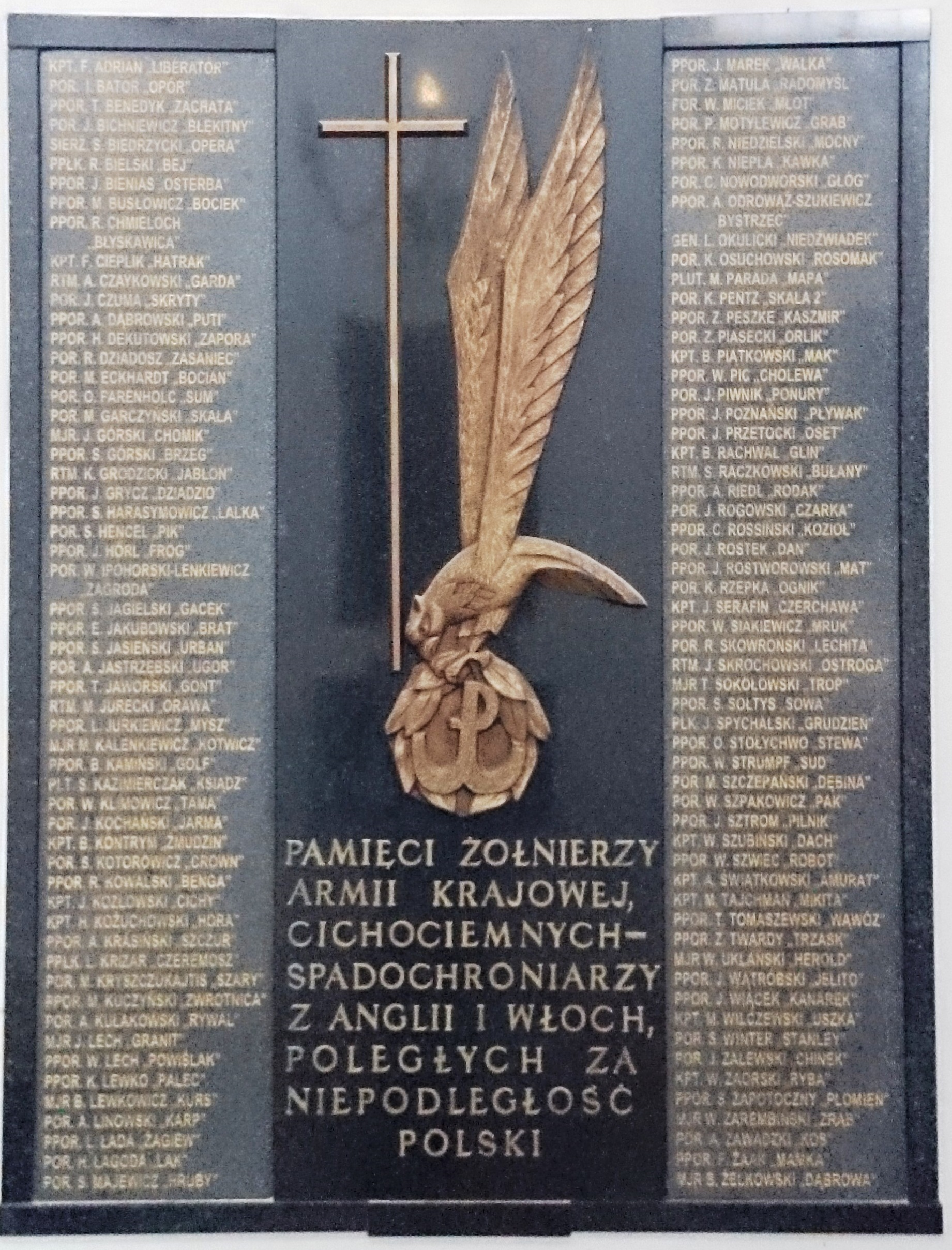
Tablica w kościele św. Jacka w Warszawie, upamiętniająca poległych cichociemnych, w tym Mieczysława Eckhardta

Mieczysław Hugo Eckhardt ps. Bocian (ur. 29 sierpnia 1908 w Stanisławowie, zm. w listopadzie 1942 w Dawidgródku) – porucznik kawalerii Wojska Polskiego i Polskich Sił Zbrojnych, cichociemny.

## Życiorys
Od 16 sierpnia 1930 roku do 30 czerwca 1931 roku był słuchaczem Szkoły Podchorążych Rezerwy Kawalerii w Grudziądzu. Po ukończeniu szkoły i odbyciu praktyki w 6 pułku Ułanów Kaniowskich w Stanisławowie został mianowany na plutonowego podchorążego. Na podporucznika został mianowany ze starszeństwem z dniem 1 stycznia 1933 roku i 51. lokatą w korpusie oficerów rezerwy kawalerii. W 1934 roku pozostawał w ewidencji Powiatowej Komendy Uzupełnień Stanisławów i posiadał przydział mobilizacyjny do 6 pułku Ułanów Kaniowskich.
We wrześniu 1939 roku został zmobilizowany do Ośrodka Zapasowego Podolskiej Brygady Kawalerii. W czasie kampanii wrześniowej (od 15 września) walczył w pułku marszowym Podolskiej Brygady Kawalerii, w którym był dowódcą plutonu kolarzy. 19 września przekroczył granicę polsko-węgierską. Został internowany. W marcu 1940 znalazł się we Francji, gdzie do czerwca służył jako dowódca plutonu ckm w 3 oddziale rozpoznawczym.
Po ewakuacji do Wielkiej Brytanii został przydzielony do 1 oddziału rozpoznawczego 1 Brygady Strzelców, a następnie służył w 1 Samodzielnej Brygadzie Spadochronowej.
Po przeszkoleniu ze specjalnością w dywersji został zaprzysiężony 29 kwietnia 1942 roku i następnie przeniesiony do Oddziału VI Sztabu Naczelnego Wodza.
Zgłosił się do służby w kraju. Zrzucony do Polski w nocy z 1 na 2 września 1942 roku, w operacji lotniczej „Smallpox”, na placówkę odbiorczą „Rogi” na terenie nadleśnictwa Łoś-Rogatki na północny wschód od Grójca. 3 listopada 1942 wraz z cichociemnymi: kpt. Maciejem Kalenkiewiczem ps. Kotwica oraz por. Janem Markiem ps. Walka w składzie pocztu sztandarowego podczas poświęcenia sztandaru dla 1 Samodzielnej Brygady Spadochronowej w Kościele Panien Kanoniczek w Warszawie przy ul. Bielańskiej.
Przydzielony do pracy na III Odcinku Wachlarza jako dowódca bazy w Dawidgródku. Został aresztowany przez żandarmerię niemiecką 19 listopada 1942 roku i zginął w walce na posterunku lub popełnił samobójstwo w więzieniu.

## Ordery i odznaczenia
- Krzyż Srebrny Orderu Virtuti Militari nr 13423 (pośmiertnie, 9 maja 1943)[7]
- Zwykły Znak Spadochronowy numer 1075

## Życie rodzinne
Był synem Hugona Eckhardt de Eckhardtsburg, nadinspektora i naczelnika w dyrekcji PKP. W 1936 roku ożenił się z Janiną Stachurą (1913–1966), z którą miał syna Mariana (ur. w 1937).

## Upamiętnienie
W lewej nawie kościoła św. Jacka przy ul. Freta w Warszawie odsłonięto w 1980 roku tablicę Pamięci żołnierzy Armii Krajowej, cichociemnych – spadochroniarzy z Anglii i Włoch, poległych za niepodległość Polski. Wśród wymienionych 110 poległych cichociemnych jest Mieczysław Eckhardt.